# Màu be
 #F5F5DC 

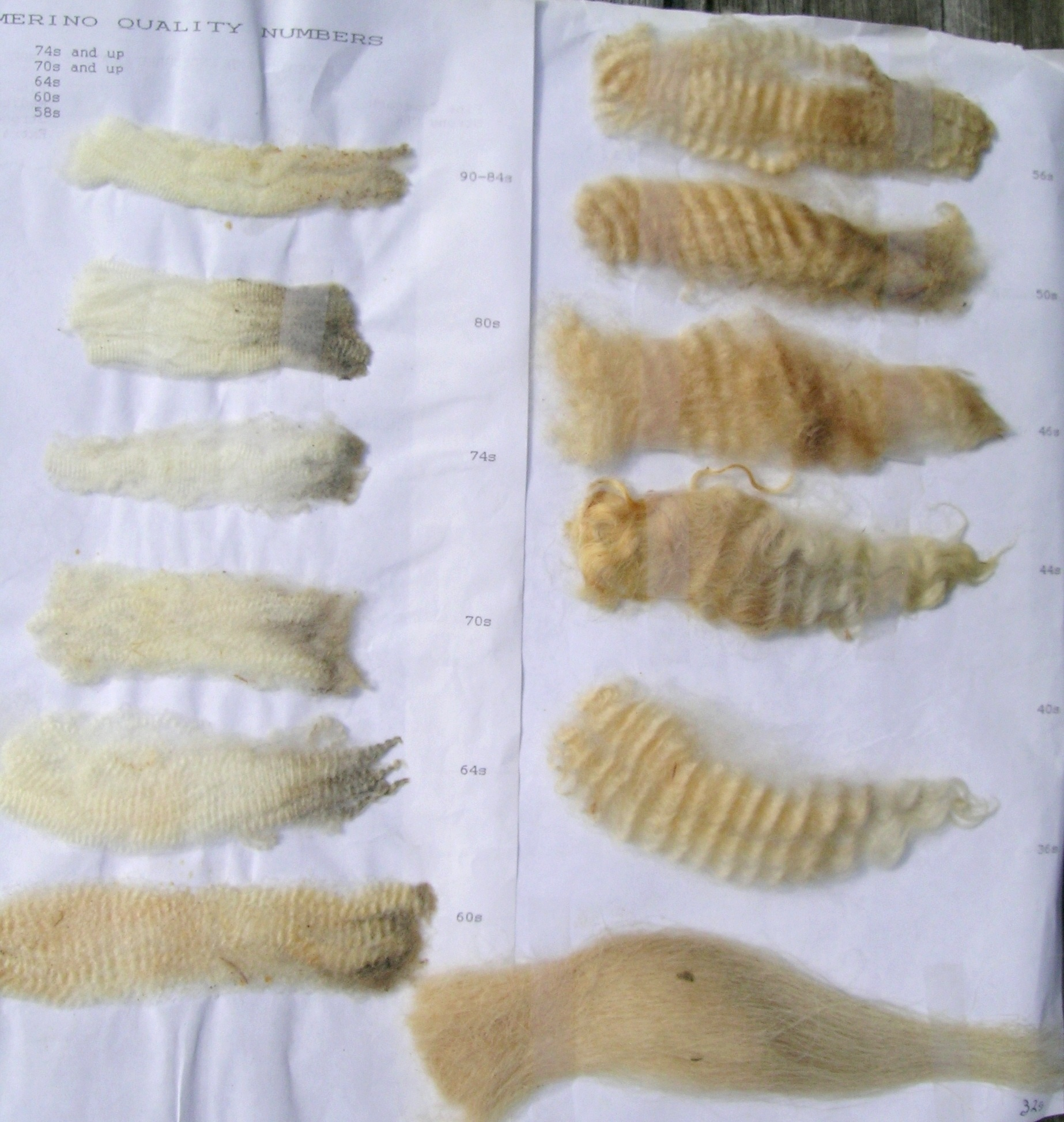
Màu be tự nhiên của một vài mẫu len

Màu be (gốc tiếng Pháp beige /bεʒ/) là màu xám ánh vàng nhạt
Danh từ màu be là do vải be (là một loại hàng bằng len gốc, tức len tự nhiên không nhuộm). Có khi màu be được dùng để chỉ màu nâu rất nhạt.
Màu be trong mỹ thuật thuộc gam màu tạo cảm giác mát mẻ hay ôn hòa dễ chịu.
Màu be là một màu trung tính, phổ biến và rất đa dụng trong nhiều lĩnh vực. Màu này thường có độ sáng thấp và gần giống với màu của cát hoặc bã đậu. Nó có thể có nhiều tông khác nhau, từ tông nâu đến tông xanh lá cây, tùy thuộc vào tỷ lệ pha trộn của các màu cơ bản.
Trong thời trang, màu be thường được sử dụng cho các bộ trang phục cơ bản, như áo sơ mi, quần tây hoặc váy đầm. Màu này cũng rất phổ biến trong trang trí nội thất, đặc biệt là trong các phòng khách và phòng ngủ. Nó có thể được sử dụng cho các bộ sofa, tấm rèm, thảm trải sàn và các vật dụng trang trí khác.
Trong thiết kế đồ họa, màu be thường được sử dụng để tạo nền cho các trang web, bìa sách hoặc bài thuyết trình. Nó cũng thường được sử dụng để tạo ra các biểu tượng và hình ảnh đơn giản.
Màu be là một màu rất ổn định và dễ dàng kết hợp với nhiều màu khác nhau. Nó có thể được kết hợp với các màu sáng để tạo ra một không gian sạch sẽ và thanh lịch hoặc kết hợp với các màu tối để tạo ra một không gian ấm áp và dịu dàng.

## Sử dụng, biểu tượng
- Màu be được coi là màu của sự ôn hòa hay buồn tẻ.
- Nó hay được sử dụng để tạo màu cho vỏ máy tính cá nhân.

## Tọa độ màu
```
Số Hex
 = #F5F5DC

RGB
 (r, g, b) = (245, 245, 220)

CMYK
 (c, m, y, k) = (0, 0, 10, 4)

HSV
 (h, s, v) = (60, 10, 96)
```